# Polymyces montereyensis
Espèce
Statut CITES
Polymyces montereyensis est une espèce de coraux appartenant à la famille des Flabellidae.